# دونالد بیر
دونالد بیر (انگلیسی: Donald Beer; ۳۱ مهٔ ۱۹۳۵ – ۲۵ ژانویهٔ ۱۹۹۷) قایقران روئینگ اهل ایالات متحده آمریکا بود.